# Davi Millsaps
Davi Millsaps   (Orlando, 2 de febrer de 1988) és un antic pilot professional de motocròs nord-americà. Va competir als Campionats AMA entre el 2004 i el 2017 i en va guanyar un títol de supercross, concretament el del 2006 en la categoria Lites de la Regió Est. Abans ja havia estat nou vegades campió nacional amateur, i el 2016 va guanyar el Campionat del Canadà de motocròs amb una KTM. El seu germanastre, Bryan Johnson, és també un antic pilot de motocròs.

## Palmarès
Títols per any
| Any  | Equip | Campionat            | Classe       |
| ---- | ----- | -------------------- | ------------ |
| 2006 | Honda | AMA Supercross       | Lites (East) |
|      |       |                      |              |
| 2016 | KTM   | Campionat del Canadà | 450          |